# Departamento de Estado dos Estados Unidos
O Departamento de Estado dos Estados Unidos (em inglês: United States Department of State) diversas vezes referido como o Departamento de Estado, ou DoS, é o departamento executivo federal dos Estados Unidos responsável pelas relações internacionais do país, e equivalente ao Ministério das Relações Exteriores de outros países. O departamento foi criado em 1789 e foi o primeiro departamento executivo a ser estabelecido.
Sua sede fica situada no Edifício Harry S. Truman, localizado no Noroeste de Washington, a poucos quarteirões da Casa Branca. O departamento opera as missões diplomáticas do país no exterior e é responsável pela implementação da política externa dos Estados Unidos e os esforços da diplomacia americana.
O departamento é liderado pelo Secretário de Estado, que é nomeado pelo Presidente e confirmado pelo Senado, e é membro do Gabinete. O atual Secretário de Estado é Marco Rubio. O Secretário de Estado é o funcionário do Gabinete em primeiro lugar na ordem de precedência e na linha de sucessão presidencial.

## História
A Constituição dos Estados Unidos, redigida na Filadélfia em setembro de 1787 e ratificada pelas Treze Colônias no ano seguinte incumbe o Presidente de conduzir as relações internacionais estadunidenses.
Para tal, em 21 de julho de 1789, o Congresso dos Estados Unidos aprovou legislação que estabeleceu o Departamento de Assuntos Externos. Em 27 de julho, a lei foi sancionada por George Washington tornando o Departamento de Assuntos Externos o primeiro órgão federal estadunidense criado sob a vigência da nova constituição. Tal legislação permanece a lei básica que rege o departamento ainda nos dias atuais.
Em setembro de 1789, uma legislação adicional modificou o nome da agência para Departamento de Estado, que passou a reger uma série de outras questões de política interna além da diplomacia. Tais responsabilidades passaram a incluir a administração da Casa da Moeda, a emissão do Grande Selo e a realização do Censo dos Estados Unidos. Washington assinou a nova legislação que modificava as atribuições do departamento em 15 de setembro do mesmo ano. No entanto, a maioria destas atribuições internas foram eventualmente transferidas a vários outros departamentos federais conforme vinham sendo estabelecidos ao longo dos séculos seguintes. Contudo, o Secretário de Estado ainda encabeça algumas questões internas, como a emissão do Grande Selo e o eventual procedimento em caso de renúncia presidencial ou vice-presidencial. 
Em 29 de setembro de 1789, Washington nomeou o então embaixador Thomas Jefferson como o primeiro Secretário de Estado dos Estados Unidos. John Jay. Até então, as relações diplomáticas estadunidenses eram conduzidas por John Jay desde a emissão dos Artigos da Confederação.  
De 1790 a 1800, o Departamento de Estado teve sua sede na cidade da Filadélfia, então capital federal estadunidense. O departamento ocupava um edifício modesto na região central da cidade (apesar de que, por um breve período de tempo sucedendo uma epidemia de febre amarela), sendo posteriormente transferido para o Capitólio Estadual da Nova Jérsia, em Trenton. Em 1800, o departamento finalmente foi transferido para o Distrito de Colúmbia, onde ocupou brevemente o prédio do Departamento do Tesouro e o conjunto de prédios governamentais na Avenida Pensilvânia. O Departamento de Estado teve diversas sedes em toda a capital nas décadas seguintes, incluindo o Edifício Eisenhower, então sede do Departamento da Marinha. 
Em maio de 1947, já no contexto da Guerra Fria, o Departamento de Estado finalmente mudou-se para uma sede própria e definitiva, o Edifício Harry S. Truman, no bairro de Foggy Bottom, nas proximidades da Casa Branca. 
Em 1997, Madeleine Albright, Secretária de Estado entre 1997 e 2001, tornou-se a primeira estrangeira a servir no Gabinete dos Estados Unidos. Em 2005, na presidência de George W. Bush, Condoleezza Rice tornou-se a segunda mulher a ocupar o cargo e a segunda afro-americana, após Colin Powell. Já no gabinete Obama, Hillary Clinton foi a terceira mulher a ocupar o cargo de Secretária de Estado, servindo na função de 2009 a 2013. 

## Incumbências e atribuições

A emissão de passaportes é uma das principais atribuições internas do Departamento de Estado.

O Ramo Executivo do Congresso dos Estados Unidos possui responsabilidades constitucionais para com a política externa do país. Dentro do Ramo Executivo, o Departamento de Estado lidera e conduz todas as demais agências relacionadas à diplomacia estadunidense, sendo seu Secretário de Estado o principal analista diplomático da Casa Branca. O Departamento opera os interesses e objetivos norte-americanos na política global através principalmente de seu papel primário em desenvolver e implementar a política externa do respectivo presidente. Além disso, provê uma série de destacados serviços aos cidadãos estadunidenses e estrangeiros, sejam eles turistas ou imigrantes. Além de programas de assistência econômica, combate a criminalidade internacional e apoio militar estratégico, outras incumbências do Departamento de Estado são:
- Proteção e assistência aos cidadãos norte-americanos residentes ou visitantes no exterior;
- Assistência aos negócios estadunidenses no mercado internacional;
- Coordenação e suporte às atividades internacionais de outras agências estadunidenses (a nível local, estadual ou federal) e organização de contatos diplomáticos;
- Informação ao povo norte-americano sobre a política externa de seu país e as relações com demais países e comunidades estrangeiras;

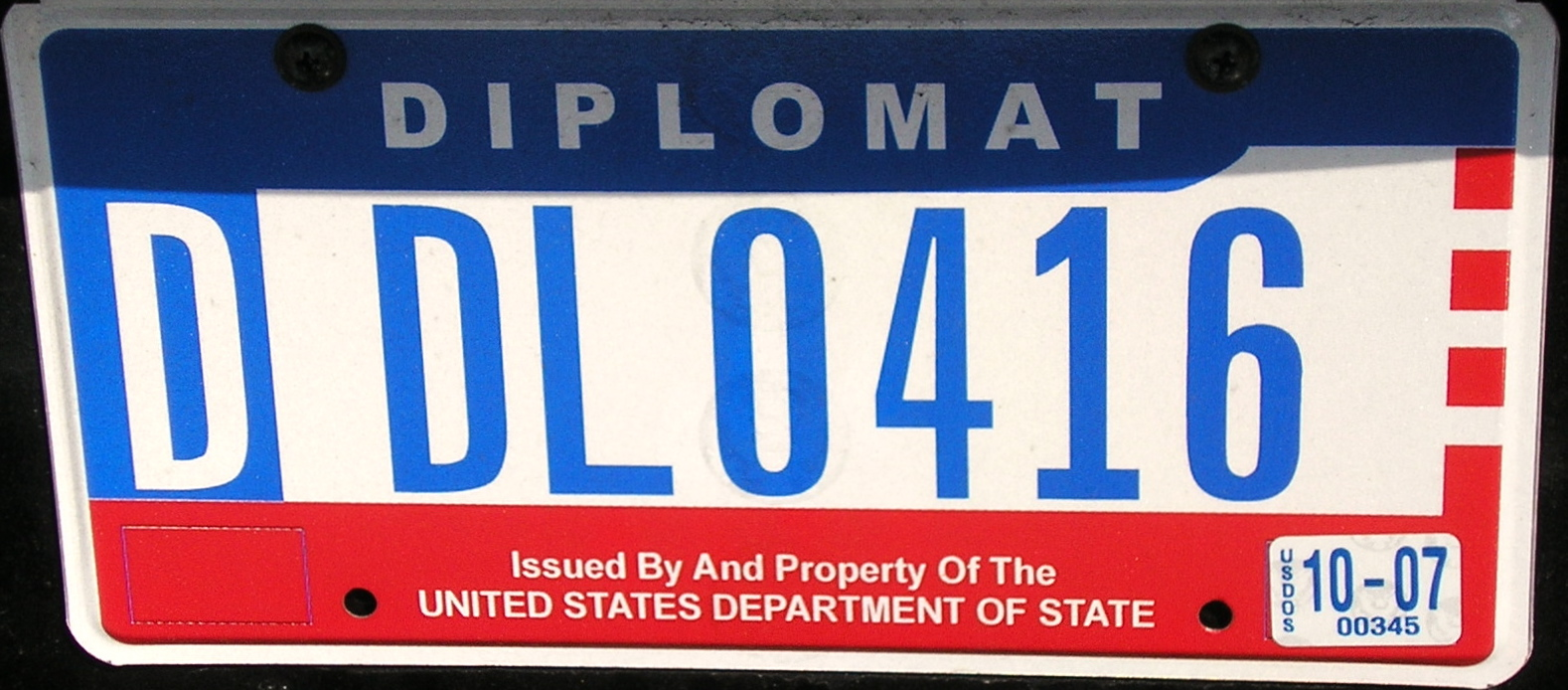
O Departamento de Estado é responsável pelo registro de veículos estadunidenses no exterior e o registro de veículos estrangeiros em território estadunidense.

O Departamento de Estado conduz tais atividades com apoio de civis e normalmente faz uso do United States Foreign Service, seu sistema próprio de gestão de contingente. Funcionários do Departamento de Estado podem estar registrados junto às missões diplomáticas visando representar o país, analisar e relatar questões de ordem política, social e econômica; e corresponder às necessidades dos cidadãos estadunidenses no exterior. 
Os Estados Unidos mantêm relações diplomáticas com cerca de 180 países e diversas outras organizações internacionais, somando mais de 250 postos diplomáticos em todo o mundo. No país, cerca de 5 mil profissionais - entre técnicos e administradores - trabalham compilando e analisando relatórios de todas as missões diplomáticas, provendo apoio logístico aos enviados diplomáticos estadunidenses em todo o globo; além de prover assistência técnica aos seus cidadãos no que se refere a jurisdição do departamento.   

## Organização
O Departamento de Estado promove e protege os interesses de cidadãos norte-americanos ao: 
- Promover a paz e estabilidade em regiões de interesse vital;
- Criar postos de empregos no mercado interno e internacional;
- Auxiliar nações em desenvolvimento a estabelecer investimentos e expandir oportunidades;
- Unificar interesses internacionais e forjar parcerias voltadas às questões globais, como terrorismo, doenças infecciosas, crises humanitárias e disputas territoriais.

Em 30 de maio de 2013, o relatório BioPrepWatch divulgou que o Departamento de Estado enviou os dados sobre terrorismo ao Congresso. A maioria dos ataques terroristas no ano anterior foram descentralizados e tiveram como alvo o Oriente Médio. Até então, a organização não havia produzido nenhum relatório semelhante, porém as maiores mudanças com relação ao terrorismo em 2012 incluem um aumento no terrorismo patrocinado por governos no Irão. O Departamento de Estado afirma que a melhor estratégia em combate ao terrorismo é a cooperação internacional visando o corte de financiamento e expansão das organizações terroristas. 

### Secretário de Estado
O Secretário de Estado é líder executivo do Departamento de Estado e um dos mais importantes cargos dentro do Gabinete presidencial reportando-se diretamente ao Presidente sobre as questões envolvendo a política externa de determinada administração. O Secretário de Estado, além de também aconselhar e orientar a política externa presidencial, também organiza e supervisiona todo o funcionamento do Departamento e seu quadro de funcionários.
Equipe de Estado
Durante a Administração Obama, o Departamento de Estado listava sua equipe em 75 547 funcionários de todos os níveis, incluindo 13 855 funcionário do programa Foreign Service Officers; 49 734 funcionários em postos regionais em todo o mundo; e 10 171 funcionários em postos do Departamento espalhados pelo território nacional. 
O Secretário de Estado é assistido por outros chefes de gabinete em nível subsequente.